# Hushållsost

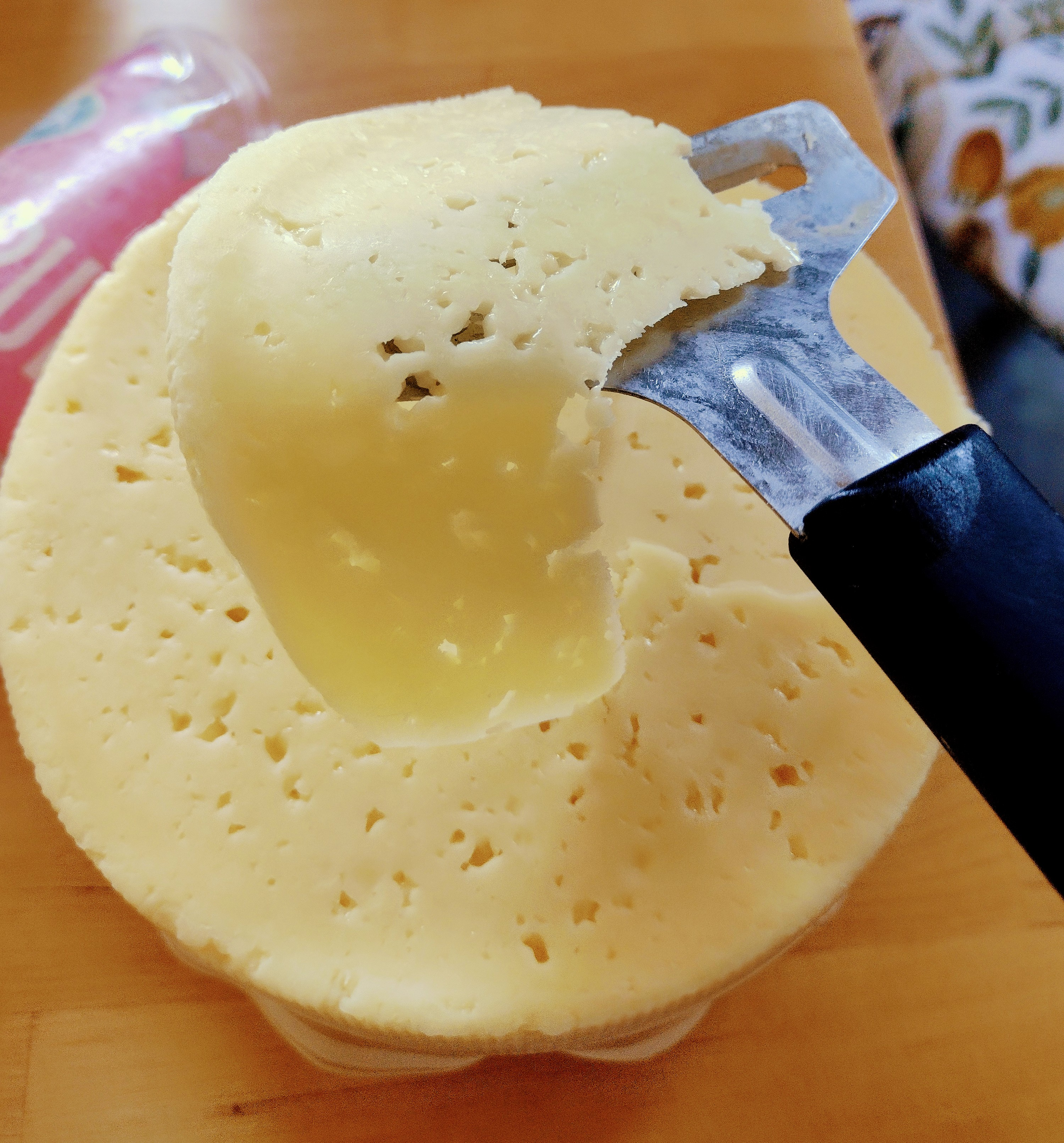
Tranche de Hushållsost

Le Hushållsost (« fromage de maison » en français) est un fromage suédois au lait de vache. Sa pâte est mi-dure avec des petits trous granulaires. Il est fabriqué à partir de lait entier, ce qui lui donne une teneur de 26 % de matières grasses. Il existe également une version avec moins de matières grasses étiqueté « 17% fetthalt ».
Il est produit dans des cylindres pesant un à deux kilogrammes chacun et est emballé dans un film plastique avant d'atteindre l'âge approximatif de 60 jours. Le goût est qualifié de doux mais d'un peu aigre. Alors que ce type de fromage était traditionnellement fabriqué dans les fermes, on y a trouvé inscription Hushållsost au plus tard en 1898. Il est étroitement lié au fromage Port-Salut.
Consommé à un taux de 15 000 tonnes chaque année, il est le fromage le plus populaire de Suède.